# Nélson de Melo

Nélson de Melo  GCA • GCIH (Santana do Livramento, 20 de agosto de 1899 — Rio de Janeiro, 3 de janeiro de 1989) foi um militar brasileiro.

## Biografia
Foi interventor federal no Amazonas, de 10 de outubro de 1933 a 19 de fevereiro de 1935.
Integrou a Força Expedicionária Brasileira na Itália, como comandante do 6.º Regimento de Infantaria. Sua unidade teve papel destacado na Batalha de Fornovo di Taro.
Foi chefe do Gabinete Militar no governo Juscelino Kubitschek, de 31 de janeiro de 1956 a 5 de agosto de 1960.
A 17 de Maio de 1958 foi agraciado com a Grã-Cruz da Ordem Militar de Avis e a 28 de fevereiro de 1961 foi agraciado com a Grã-Cruz da Ordem do Infante D. Henrique de Portugal.
Comandou o II Exército, em São Paulo, entre 9 de outubro de 1961 e 16 de julho de 1962.
Foi ministro da Guerra no governo João Goulart, de 12 de junho a 14 de setembro de 1962, no gabinete Brochado da Rocha.